# Lispe bipunctata
Lispe bipunctata este o specie de muște din genul Lispe, familia Muscidae, descrisă de Seguy în anul 1938.
Este endemică în Etiopia. Conform Catalogue of Life specia Lispe bipunctata nu are subspecii cunoscute.